# Sesamia mesosticha
Sesamia mesosticha là một loài bướm đêm trong họ Noctuidae.